# Schaefferia sexoculata
Schaefferia sexoculata is een springstaartensoort uit de familie van de Hypogastruridae. De wetenschappelijke naam van de soort is voor het eerst geldig gepubliceerd in 1947 door Gisin.